# Więcesława
Więcesława, Więcsława, Więcława – staropolskie imię żeńskie, złożone z członów Więce- ("więcej") i -sława ("sława"). Znaczenie imienia: "ta, która ma więcej sławy". Pod wpływem języka czeskiego przyjęła się jego forma Wacława. Z kolei imię Wieńczysława mogło powstać w wyniku błędnego odczytania imienia Więcesława. Żeńska forma imienia Więcesław.
Więcesława imieniny obchodzi 18 lutego i 28 września.